# Miss Brasil 2012
Miss Brasil 2012 foi a 58ª edição do tradicional concurso de beleza feminino de Miss Brasil, válido para a disputa de Miss Universo 2012. Esta edição foi realizada no dia vinte e nove de setembro no "Centro de Eventos do Ceará" no estado do Ceará. A gaúcha eleita Miss Brasil 2011, Priscila Machado coroou Gabriela Markus também do Rio Grande do Sul ao fim da competição. O concurso foi transmitido pela Band, sob a condução da apresentadora Adriane Galisteu e do ator Sérgio Marone. O evento ainda contou com as atrações musicais embaladas por Gaby Amarantos.  Em segundo lugar, ficou a Miss Rio Grande do Norte, Kelly Fonseca e terceira colocada foi Thiessa Sickert, Miss Minas Gerais.

## Resultados

### Colocações
| Posição                 | Estado e Candidata                                                                               |
| ----------------------- | ------------------------------------------------------------------------------------------------ |
| Vencedora               | - Rio Grande do Sul - Gabriela Markus                                                            |
| 2º. Lugar               | - Rio Grande do Norte - Kelly Fonsêca                                                            |
| 3º. Lugar               | - Minas Gerais - Thiessa Sickert                                                                 |
| Finalistas              | - Distrito Federal - Tamiris Rodrigues - São Paulo - Francine Pantaleão                          |
| (Top 07) Semifinalistas | - Ceará - Milena Ferrer - Santa Catarina - Manoella Deschamps                                    |
| (TOP 10) Semifinalistas | - Amazonas - Vivian Amorim - Espírito Santo - Fernanda Pereira - Rio de Janeiro - Rayanne Morais |

### Prêmios especiais
A candidata mais votada pela internet garantiu vaga no Top 10:
| Prêmio              | Estado e Candidata                |
| ------------------- | --------------------------------- |
| Miss Nutrisse       | - Rio de Janeiro - Rayanne Morais |
| Miss Voto Popular   | - São Paulo - Francine Pantaleão  |
| Melhor Traje Típico | - Amazonas - Vivian Amorim        |

### Ordem dos Anúncios
| 1. Rio de Janeiro 2. Espírito Santo 3. Ceará 4. Rio Grande do Norte 5. Minas Gerais 6. Santa Catarina 7. Distrito Federal 8. Amazonas 9. Rio Grande do Sul 10. São Paulo | 1. Rio Grande do Norte 2. Rio Grande do Sul 3. Distrito Federal 4. São Paulo 5. Santa Catarina 6. Ceará 7. Minas Gerais | 1. Rio Grande do Norte 2. Minas Gerais 3. Rio Grande do Sul 4. Distrito Federal 5. São Paulo | 1. Rio Grande do Norte 2. Minas Gerais 3. Rio Grande do Sul |

## Resposta Final
Questionada pela jurada Maria Prata sobre como ela apresentaria o Brasil em uma reunião de chefes de Estado, a vencedora respondeu:
| “ | Boa noite Rio Grande do Sul, boa noite Brasil! Como embaixadora, eu apresentaria o nosso País dizendo que estamos em crescimento constante, o desenvolvimento está cada dia maior e a nossa política também está estável. Mas eu falaria também do nosso povo, do povo brasileiro, que além de ser muito acolhedor, é batalhador e não desiste tão fácil dos seus sonhos. | ” |

Gabriela Markus, Miss Rio Grande do Sul 2012.

## Jurados
Ajudaram a eleger a campeã: 
1. João Armentano, arquiteto;
2. Fabiane Niclotti, Miss Brasil 2004;
3. Maria Prata, jornalista especializada em moda;
4. Bismarck Maia, Secretário de Turismo do Ceará;
5. Paulo Borges, idealizador do São Paulo Fashion Week;
6. Gigi Neves, diretora de relacionamentos da Iguatemi Shopping Centers;
7. Deusmar Queirós, presidente do Grupo Pague Menos.
8. Lúcio Albuquerque, presidente da grife Handara;
9. Mário Rosa, jornalista, consultor de imagem;
10. Gláucia Andrade, empresária;
11. Lino Villaventura, estilista;

## Candidatas
Disputaram o título este ano: 
| - Acre - Jéssica Maia de Lima - Alagoas - Marina Dantas Rijo Valoura - Amapá - Vanessa Cristina Pereira - Amazonas - Vivian Silveira Amorim - Bahia - Bruna Diniz Gonçalves - Ceará - Milena Lemos do Monte Ferrer - Distrito Federal - Tamiris Rodrigues Aguiar - Espírito Santo - Fernanda Pereira do Espírito Santo - Goiás - Hérika Noleto Piscinini - Maranhão - Juliana Cavalcante - Mato Grosso - Letícia Vitorina Häuch - Mato Grosso do Sul - Karen Recalde Rodrigues - Minas Gerais - Thiessa Sickert Ferreira Veloso - Pará - Layse Borges Souto | - Paraíba - Natália Cristina Oliveira - Paraná - Alessandra Bernardi - Pernambuco - Paula Lück Peres - Piauí - Jéssica Camargo Eberhart - Rio de Janeiro - Rayanne Fernanda de Morais - Rio Grande do Norte - Kelly Alinne Fonsêca Rodrigues - Rio Grande do Sul - Gabriela Markus - Rondônia - Michele Aparecida Miquelini - Roraima - Karoline Rodrigues da Silva - Santa Catarina - Manoella Deschamps - São Paulo - Francine Pantaleão - Sergipe - Evlen Yasmim Fontes Souza - Tocantins - Viviane de Moura Fragoso |

## Repercussão

### Transmissão dos estaduais
Apenas quinze disputas estaduais foram televisionadas (ao vivo ou em forma de pré-gravados):
- Miss Amapá - TV Tucuju (Rede TV!)

- Miss Amazonas - TV Bandeirantes Amazonas

- Miss Ceará - TV Diário

- Miss Distrito Federal - TV Bandeirantes Brasília

- Miss Mato Grosso - TV Rondon (SBT)

- Miss Pará - RBA TV

- Miss Paraíba - TV Arapuan (Rede TV!)

- Miss Paraná - TV Maringá

- Miss Pernambuco - TV Tribuna

- Miss Piauí - TV Cidade Verde (SBT)

- Miss Rio Grande do Norte - TV Bandeirantes Natal

- Miss Rio Grande do Sul - TV Bandeirantes Rio Grande do Sul

- Miss Santa Catarina - TV Barriga Verde

- Miss São Paulo - Rede Bandeirantes

- Miss Sergipe - TV Cidade (Rede TV!)

Os concursos de Miss Espírito Santo, Miss Goiás e Miss Minas Gerais foram transmitidos via livestreaming.

### Audiência
Em comparação com o concurso de 1982, por exemplo (transmitido pelo SBT), os números do Miss Brasil 2012 sofreram uma queda vertiginosa (descontado o período de interrupção da transmissão televisiva do evento, entre 1990 e 2001). Se, na coroação de Celice Pinto Marques, a emissora de Silvio Santos obteve 35 pontos de média na pesquisa domiciliar de campo do Ibope (nessa época não havia medição eletrônica), no concurso que elegeu Gabriela Markus para representar o país no Miss Universo, a Band registrou apenas 2 pontos de média. O pico (pior desde 2003, não passou dos 4 pontos).